# Christopher Rouse (Filmeditor)
Christopher Rouse (* 28. November 1958 in Los Angeles) ist ein amerikanischer Filmeditor.

## Leben
Rouse ist der Sohn des Drehbuchautors und Regisseurs Russell Rouse (1913–1987) und der Schauspielerin Beverly Michaels (1928–2007). Er wuchs in Los Angeles auf.
Er begann 1982 als assistant editor zu arbeiten, unter anderem als Assistent von Michael Brown bei Andy Davis’ Action-Klassiker Nico (Above the Law). Seit 1990 arbeitet er als Editor. In den 1990er Jahren primär im Fernsehen tätig, wechselte er nach seiner Emmy-Nominierung für den Fernsehfilm Anne Frank (2001) und auf Vermittlung des Produzenten Frank Marshall nach Hollywood.
Der von ihm gemeinsam mit dem englischen Regisseur Paul Greengrass und den beiden Kameramännern Oliver Wood und Barry Ackroyd für den Film United 93 und die zwei Fortsetzungen von The Bourne Identity gewählte aggressive und pseudo-dokumentarische visuelle Stil, der von schnellen Schnitten in Verbindung mit extrem beweglicher, häufig mit Teleobjektiven arbeitender Kamera geprägt war, war bei Publikum und Kritik durchaus umstritten und brachte ihm eine Oscar-Nominierung (2007 für United 93) und einen Oscar (2008 für The Bourne Ultimatum) ein.
Im Jahr 2008 editierte er seinen vierten Film für Paul Greengrass, Green Zone (Arbeitstitel: Imperial Life in the Emerald City), der im März 2010 in die Kinos kam. Im Jahr 2012 folgte mit Captain Phillips die fünfte Zusammenarbeit, die Rouse erneut eine Oscar-Nominierung einbrachte. Beim 2016 erschienenen fünften Teil der Bourne-Reihe war Rouse erstmals auch als Drehbuchautor tätig.

## Filmografie
- 1990: 24 Stunden in seiner Gewalt (Desperate Hours)
- 1991: Ohne jede Reue (Past Midnight) – Regie: Jan Eliasberg
- 1994: Mystery Model (Teresa's Tattoo) – Regie: Julie Cypher
- 1994: Dangerous Touch – Regie: Lou Diamond Phillips
- 1994: Besessene der Lust (Breach of Conduct, TV) – Regie: Tim Matheson
- 1995: Die Hafenratte (The Wharf Rat, TV) – Regie: Jimmy Huston
- 1995: Grenzenloser Haß (Nothing Personal) – Regie: Thaddeus O’Sullivan
- 1995: Töte oder stirb (Tails You Live, Heads You’re Dead, TV) – Regie: Tim Matheson
- 1997: Im Dschungel gefangen (Dead Men Can’t Dance) – Regie: Stephen Milburn Anderson
- 1998: From the Earth to the Moon (TV-Miniserie; Teile 5, 6, 8, 10)
- 1999: Olympic Glory – Regie: Kieth Merrill
- 1999: Erdbeben-Inferno: Wenn die Welt untergeht (Aftershock: Earthquake in New York) (Fernsehfilm)
- 2000: Survivor – Die Überlebende (Sole Survivor, TV) – Regie: Mikael Salomon
- 2001: Girls in the City (A Girl Thing, TV-Miniserie) – Regie: Lee Rose
- 2001: Anne Frank (Anne Frank: The Whole Story) (Fernsehfilm)
- 2002: Boomtown (TV-Serie) – 1 Episode
- 2002: The Pennsylvania Miners’ Story (TV) – Regie: David Frankel
- 2003: The Italian Job
- 2003: Paycheck – Regie: John Woo
- 2004: Die Bourne Verschwörung (The Bourne Supremacy)
- 2006: Antarctica – Gefangen im Eis (Eight Below)
- 2006: Flug 93 (United 93)
- 2007: Das Bourne Ultimatum (The Bourne Ultimatum)
- 2010: Green Zone
- 2013: Captain Phillips
- 2016: Jason Bourne
- 2019: Fast & Furious: Hobbs & Shaw
- 2024: IF: Imaginäre Freunde (IF)

## Auszeichnungen
- für Anne Frank:
  - 2001: Emmy-Nominierung

- für Flug 93 (United 93):
  - 2006: SDFCS-Award, bester Schnitt
  - 2006: OFCSA, bester Schnitt
  - 2007: BAFTA, bester Schnitt
  - 2007: Eddie-Nominierung der ACE
  - 2007: Oscar-Nominierung, bester Schnitt

- für Das Bourne Ultimatum (The Bourne Ultimatum):
  - 2007: OFCSA-Nominierung, bester Schnitt
  - 2007: Satellite-Award-Nominierung, bester Schnitt
  - 2008: Eddie-Gewinn der ACE
  - 2008: BAFTA, bester Schnitt
  - 2008: Oscar, bester Schnitt

- für Captain Phillips:
  - 2014: BAFTA-Nominierung, bester Schnitt
  - 2014: Eddie-Gewinn der ACE
  - 2014: Oscar-Nominierung, bester Schnitt